# C/1951 G2 Groeneveld-Palomar
C/1951 G2 Groeneveld-Palomar è una cometa non periodica scoperta il 9 aprile 1951: la sua orbita è retrograda.

## Storia della scoperta
Nel 1951 e nel 1952 furono scoperte alcune comete "fantasma", nel senso che non si poté confermarle in quanto non c'erano abbastanza osservazioni da poterne calcolare l'orbita, tra di loro vi era X/1951 G2 scoperta dall'astronoma olandese Ingrid Groeneveld: la scoperta della X/1951 G2 fu resa pubblica solo nel 1954 (Circolare IAUC n. 1437, Two Unidentified Comets [Groeneveld; McDonald survey]). Nel luglio 1978 l'astronomo austriaco Ronald Weinberger, dopo ricerche negli archivi fotografici rendeva pubblica l'esistenza della X/1952 C1.
Nel 2012, dopo oltre mezzo secolo dall'apparizione di queste comete, un astrofilo tedesco, Rainer Kracht, rimisurò le lastre originali scoprendo che le posizioni misurate per la X/1952 C1 erano sbagliate. Nel 2018 altri due astrofili, il tedesco Maik Meyer e lo statunitense Gary W. Kronk scoprirono che anche le posizioni della X/1951 G2 pubblicate nel 1954 erano sbagliate e le ricalcolarono. In seguito Meyer e Kronk scoprirono immagini risalenti all'estate del 1950 e nel maggio 2023 poterono dimostrare che le due comete (X/1951 G2 e X/1951 G2) erano in effetti una sola cometa che in base alle convenzioni astronomiche ha assunto il nome di C/1951 G2 Groeneveld-Palomar: il cambio della X/ in C/ deriva dal fatto che la cometa non è più senza orbita, la C/ indica che è una cometa non periodica, la 1951 G2 indica che si tratta della seconda cometa scoperta nella prima metà del mese di aprile del 1951, Groeneveld-Palomar sono i nomi degli scopritori (Ingrid Groeneveld e il programma di ricerca astronomica Palomar).